# ناتالیا ویرو
ناتالیا ویرو (انگلیسی: Natalia Vieru؛ زادهٔ ۲۵ ژوئیهٔ ۱۹۸۹) بازیکن بسکتبال اهل روسیه است. او عضو تیم ملی بسکتبال زنان روسیه بود و در بازی‌های المپیک تابستانی ۲۰۱۲ رقابت کرد.
او بیشتر دوران حرفه‌ای خود را در لیگ برتر بسکتبال زنان روسیه گذرانده و برای تیم‌هایی مانند اوم‌سی‌کی یکاترینبورگ به میدان رفته است. ویرو همچنین نماینده تیم ملی بسکتبال زنان روسیه در رقابت‌های بین‌المللی بوده و به دلیل قدرت بدنی، توانایی ریباند و دفاع مستحکم شناخته می‌شود.
وی در مسابقات کشوری و بین‌المللی در مجموع برندهٔ ۱ مدال طلا، ۱ مدال برنز شده است.